# Östra Bosjöklosterhalvön
Östra Bosjöklosterhalvön är ett naturreservat i Höörs kommun i Skåne län.
Området är naturskyddat sedan 2012 och är 136 hektar stort. Det består av öppna strandängar vid Ringsjön.